# Persone di nome Amir
| Questa pagina contiene informazioni ricavate automaticamente dalle voci biografiche con l'ausilio del template Bio e di un bot. L'aggiornamento è periodico e automatico e ricostruisce completamente la pagina. Se manca una persona in questa lista, sei pregato di non aggiungerla, ma accertati piuttosto che la sua voce biografica contenga il template Bio e che i dati anagrafici siano correttamente compilati. Se il template Bio manca, inseriscilo tu stesso o, in alternativa, metti l'avviso {{tmp\|Bio}} che ne segnala la mancanza. Se i dati riportati sono sbagliati, correggi direttamente la voce biografica; le modifiche saranno visibili in questa lista entro pochi giorni. Per chiarimenti vedi il progetto antroponimi. La lista contiene solo le 92 persone che sono citate nell'enciclopedia e per le quali è stato implementato correttamente il template Bio. Pagina aggiornata al 16 ott 2024. |

Questa è una lista di persone presenti nell'enciclopedia che hanno il prenome Amir, suddivise per attività principale.

## Allenatori di calcio(7)
- Amir Abdou, allenatore di calcio francese (Marsiglia, n. 1972)
- Amir Alagić, allenatore di calcio e ex calciatore bosniaco (Bihać, n. 1960)
- Amir Azmy, allenatore di calcio e ex calciatore egiziano (Il Cairo, n. 1983)
- Amir Azrafshan, allenatore di calcio e ex calciatore svedese (n. 1987)
- Amir Ghalenoei, allenatore di calcio e ex calciatore iraniano (Teheran, n. 1963)
- Hossein Sadaghiani, allenatore di calcio e calciatore iraniano (Tabriz, n. 1903 - Teheran, † 1982)
- Amir Turgeman, allenatore di calcio e ex calciatore israeliano (Ashdod, n. 1972)

## Allenatori di pallavolo(1)
- Amir Lugo-Rodriguez, allenatore di pallavolo e ex pallavolista statunitense (Los Angeles, n. 1993)

## Alpinisti(1)
- Amir Mahdi, alpinista pakistano (n. 1913 - † 1999)

## Artisti marziali misti(1)
- Amir Ali Akbari, artista marziale misto e ex lottatore iraniano (Shahriyar, n. 1987)

## Attori(4)
- Amir Arison, attore statunitense (Saint Louis, n. 1978)
- Amir Bageria, attore canadese (Mississauga, n. 2000)
- Amir Talai, attore, cantante e comico statunitense (San Francisco, n. 1977)
- Amir Wilson, attore britannico (Shrewsbury, n. 2004)

## Calciatori(31)
- Amir Abdelhamid, ex calciatore egiziano (Il Cairo, n. 1979)
- Amir Abdijanovic, calciatore austriaco (Dornbirn, n. 2001)
- Amir Abedzadeh, calciatore iraniano (n. 1993)
- Amir Abrashi, calciatore svizzero (Bischofszell, n. 1990)
- Amir Absalem, calciatore olandese (Capelle aan den IJssel, n. 1997)
- Amir Aduev, calciatore russo (Sunža, n. 1999)
- Amir Agayev, calciatore israeliano (Rishon LeZion, n. 1992)
- Amir Al-Ammari, calciatore svedese (Jönköping, n. 1997)
- Amir Batyrev, calciatore canadese (Toronto, n. 2002)
- Amir Ben Shimon, calciatore israeliano (n. 1993)
- Amir Bilali, calciatore macedone (Gostivar, n. 1994)
- Amir Dervišević, calciatore sloveno (Lubiana, n. 1992)
- Amir Edri, ex calciatore israeliano (Or Akiva, n. 1985)
- Amir Gurbani, calciatore turkmeno (Aşgabat, n. 1987)
- Amir Hadj Massaoued, ex calciatore tunisino (Sfax, n. 1981)
- Amir Hadžiahmetović, calciatore bosniaco (Nexø, n. 1997)
- Amir Karić, ex calciatore sloveno (Velenje, n. 1973)
- Amir Koku, ex calciatore sudanese (n. 1979)
- Amir Mochammad, calciatore russo (Machačkala, n. 1996)
- Amer Mubarak, calciatore emiratino (Dubai, n. 1987)
- Amir Osmanović, ex calciatore bosniaco (Lukavac, n. 1970)
- Amir Yusuf Pohan, ex calciatore indonesiano (n. 1971)
- Amir Rrahmani, calciatore kosovaro (Pristina, n. 1994)
- Amir Hossein Sadeqi, ex calciatore iraniano (Teheran, n. 1981)
- Amir Saipi, calciatore svizzero (Sciaffusa, n. 2000)
- Amir Sayoud, calciatore algerino (Guelma, n. 1990)
- Amir Shelah, ex calciatore israeliano (n. 1970)
- Amir Spahić, ex calciatore bosniaco (Sarajevo, n. 1983)
- Amir Kamal Suliman, calciatore sudanese (n. 1987)
- Amir Teljigović, ex calciatore bosniaco (Sarajevo, n. 1968)
- Amir Waithe, calciatore panamense (n. 1989)

## Cantautori(1)
- Amir Hoxha, cantautore albanese (Tirana, n. 1974)

## Cestisti(12)
- Amir Abu al-Khair, ex cestista egiziano (n. 1961)
- Amir Alvarado, cestista panamense (Panama, n. 1984)
- Amir Amini, ex cestista iraniano (Rey, n. 1984)
- Amir Bell, cestista statunitense (East Brunswick, n. 1996)
- Amir Bino, ex cestista israeliano (Haifa, n. 1961)
- Amir Coffey, cestista statunitense (Hopkins, n. 1997)
- Amir Hinton, cestista statunitense (Filadelfia, n. 1997)
- Amir Johnson, ex cestista e allenatore di pallacanestro statunitense (Los Angeles, n. 1987)
- Amir Katz, ex cestista israeliano (Be'er Ya'akov, n. 1970)
- Amir Muchtary, ex cestista israeliano (Kfar Saba, n. 1972)
- Amir Nesbitt, cestista statunitense (Newport News, n. 2001)
- Amir Saoud, cestista libanese (Beirut, n. 1991)

## Direttori della fotografia(1)
- Amir Mokri, direttore della fotografia iraniano (Teheran, n. 1956)

## Generali(2)
- Amir Ali Hajizadeh, generale iraniano (Teheran, n. 1961)
- Amir Hossein Rabii, generale e politico iraniano (n. 1930 - Teheran, † 1979)

## Giocatori di calcio a 5(1)
- Amir Molkârâi, giocatore di calcio a 5 iraniano (Esfahan, n. 1987)

## Giocatori di football americano(1)
- Amir Kilani, giocatore di football americano francese (Parigi, n. 1998)

## Giocatori di snooker(1)
- Amir Sarkhosh, giocatore di snooker iraniano (Teheran, n. 1991)

## Hockeisti su prato(1)
- Amir Kumar, hockeista su prato indiano (Lahore, n. 1923 - Lucknow, † 1980)

## Lottatori(5)
- Amir Ali Azarpira, lottatore iraniano (Teheran, n. 2002)
- Amir Hossein Firouzpour, lottatore iraniano (n. 2000)
- Amir Reza Khadem, ex lottatore iraniano (Mashhad, n. 1970)
- Amir Mohammad Yazdani, lottatore iraniano (Juybar, n. 2000)
- Amir Hossein Zare, lottatore iraniano (Amol, n. 2001)

## Matematici(2)
- Amir Aczel, matematico e divulgatore scientifico israeliano (Haifa, n. 1950 - Nîmes, † 2015)
- Amir Pnueli, matematico e informatico israeliano (n. 1941 - † 2009)

## Pallavolisti(1)
- Amir Ghafour, pallavolista iraniano (Kashan, n. 1991)

## Poeti(2)
- Amir Khusrow, poeta indiano (Patiyali, n. 1253 - Delhi, † 1325)
- Amir Or, poeta israeliano (Israele, n. 1956)

## Politici(5)
- Amir Hatami, politico e generale iraniano (Zanjan, n. 1966)
- Amir Kabir, politico persiano (Hazaveh, n. 1807 - Kashan, † 1852)
- Amir Khadir, politico canadese (Teheran, n. 1961)
- Amir Ohana, politico, ex militare e avvocato israeliano (Beersheba, n. 1976)
- Amir Peretz, politico e sindacalista israeliano (Bejaad, n. 1952)

## Principi(1)
- Amir ul-Mulk, principe indiano (Chitral, n. 1877 - Chitral, † 1923)

## Procuratori sportivi(1)
- Amir Ružnič, procuratore sportivo e ex calciatore sloveno (Isola, n. 1972)

## Pugili(1)
- Amir Khan, pugile inglese (Bolton, n. 1986)

## Rapper(2)
- Amir, rapper e scrittore italiano (Roma, n. 1978)
- Loon, rapper statunitense (New York, n. 1975)

## Registi(3)
- Amir Bar-Lev, regista e produttore cinematografico statunitense (n. 1974)
- Amir Karakulov, regista e sceneggiatore kazako (Almaty, n. 1965)
- Amir Naderi, regista, sceneggiatore e fotografo iraniano (Abadan, n. 1946)

## Scacchisti(1)
- Amir Zaibi, scacchista tunisino (n. 1988)

## Scrittori(1)
- Amir Valle, scrittore, critico letterario e giornalista cubano (Guantánamo, n. 1967)

## Tennisti(2)
- Amir Hadad, ex tennista israeliano (Lod, n. 1978)
- Amir Weintraub, ex tennista israeliano (Rehovot, n. 1986)